# Администрация по исследованию, разработке вооружений и технологической инфраструктуры
Администрация по исследованиям, развитию вооружения и технологической инфраструктуры (ивр. המינהל למחקר, פיתוח אמצעי לחימה ותשתית טכנולוגית‎;сокр. МАФАТ (ивр. מפא"ת‎)) — объединенный орган управления программами исследований и разработок Министерства обороны Израиля и ЦАХАЛа, созданный с целью обеспечения национальной безопасности путем поддержания возможностей разработки необходимого ЦАХАЛу вооружение.

## Направления
Приоритетные направления исследований включают в себя: снаряжение военнослужащих, информационные технологии и кибербезопасность, системы машинного зрения, активные способы противодействия поражающим факторам, робототехнические системы и БПЛА, аэродинамика, новые материалы, системы интеллектуальных зданий, квантовые технологии (особенно в приложении создания сверхчувствительных датчиков), науки о жизни для систем безопасности — системы и средства индивидуальной и коллективной защиты личного состава, адаптивные системы управления и интерфейс «мозг-компьютер», высокоэнергетические системы, нанотехнологии (в том числе метаматериалы), акустика, радиофизика и фотоника, военная медицина, психология, ракетные топлива, пороха и компоненты, средства снижения заметности и маскировки объектов инфраструктуры.
Основными участниками разработок являются предприятия-производители ВВТ, среди которых лидирующие позиции занимают как государственные корпорации: «Авиационная промышленность Израиля» и управление Rafael Advanced Defense Systems («Рафаэль»), так и частные компании: «Таас Маарахот», «Тадиран» и «Эльбит».
В отличие от других стран, у Израиля нет военных лабораторий, поэтому многие исследования проводятся в исследовательских университетах — Тель-Авивском университете, Технионе, Хайфском университете, Еврейском университете в Иерусалиме, Институте Вейцмана, Университете имени Давида Бен-Гуриона в Негеве, Университете имени Бар-Илана.